# Fritz Strobl
Fritz Strobl (Lienz, 24 agosto 1972) è un ex sciatore alpino austriaco specialista delle gare veloci, campione olimpico nella discesa libera ai XIX Giochi olimpici invernali di Salt Lake City 2002.

## Biografia

### Stagioni 1993-2000
Il primo piazzamento registrato dalla FIS per Strobl, originario di Steinfeld, fu il 66º posto ottenuto nella discesa libera di Coppa del Mondo disputata il 12 dicembre 1992 in Val Gardena; nella stagione 1995-1996 in Coppa Europa vinse la classifica di supergigante mentre nella successiva stagione 1996-1997 si piazzò 3º nella classifica della Coppa del Mondo di discesa libera, a 208 punti dal vincitore Luc Alphand, dopo aver tra l'altro conquistato in quella specialità la prima vittoria nel circuito (nonché primo podio), il  15 dicembre a Val-d'Isère in discesa libera, e il primo successo sulla Streif di Kitzbühel, il 25 gennaio, stabilendo il primato della pista in 1:51,58.
Esordì ai Campionati mondiali a Sestriere 1997, classificandosi 4º nella discesa libera, e ai Giochi olimpici invernali a Nagano 1998, dove si piazzò 11º nella discesa libera. Nella stagione 1999-2000 in Coppa del Mondo giunse 3º nella classifica della Coppa del Mondo di supergigante, a 186 punti dal vincitore Hermann Maier; quell'anno vinse per la seconda volta la discesa libera della Streif di Kitzbühel, il 22 gennaio.

### Stagioni 2001-2002
Ai Mondiali di Sankt Anton am Arlberg 2001 si classificò 6º nella discesa libera; in quella stagione 2000-2001 si piazzò nuovamente 3º nella classifica della Coppa del Mondo di discesa libera, a 174 punti dal vincitore Hermann Maier, dopo aver vinto anche la classica discesa libera disputata sulla Kandahar di Garmisch-Partenkirchen il 27 gennaio.
Nella successiva stagione 2001-2002 fu 2º nella classifica della Coppa del Mondo di discesa libera e 3º in quella di supergigante, superato in entrambe da Stephan Eberharter rispettivamente di 290 e di 144 punti; quell'anno vinse la classica discesa libera disputata sulla Stelvio di Bormio il 29 dicembre, mentre ai XIX Giochi olimpici invernali di Salt Lake City 2002 vinse la medaglia d'oro nella discesa libera e si classificò 4º nel supergigante.

### Stagioni 2003-2007
Sempre in discesa libera ai Mondiali di Sankt Moritz 2003 e di Bormio/Santa Caterina Valfurva 2005 si classificò rispettivamente 10º e 4º. Ai XX Giochi olimpici invernali di Torino 2006, sua ultima presenza olimpica, si piazzò 8º nella discesa libera; in quella stagione 2005-2006 fu nuovamente 2º nella classifica della Coppa del Mondo di discesa libera, a 31 punti dal vincitore Michael Walchhofer, e quell'anno vinse la sua ultima gara di Coppa del Mondo, la discesa libera disputata sulla Men's Olympic Downhill di Lake Louise il 26 novembre.
Il 16 dicembre 2006 salì per l'ultima volta sul podio in Coppa del Mondo, nella discesa libera disputata sulla Saslong in Val Gardena (3º), e ai successivi Mondiali di Åre 2007, sua ultima presenza iridata, vinse la medaglia d'oro nella gara a squadre, quella d'argento nel supergigante e si classificò 22º nella discesa libera. Si ritirò dall'attività agonistica al termine di quella stessa stagione 2006-2007, disputando il supergigante delle finali di Lenzerheide del 15 marzo, sua ultima gara in carriera, travestito da Mozart.

## Palmarès

### Olimpiadi
- 1 medaglia:
  - 1 oro (discesa libera a Salt Lake City 2002)

### Mondiali
- 2 medaglie:
  - 1 oro (gara a squadre a Åre 2007)
  - 1 argento (supergigante a Åre 2007)

### Coppa del Mondo
- Miglior piazzamento in classifica generale: 5º nel 2002
- 31 podi:
  - 9 vittorie (7 in discesa libera, 2 in supergigante)
  - 11 secondi posti
  - 11 terzi posti

#### Coppa del Mondo - vittorie
| Data             | Località               | Paese    | Specialità |
| ---------------- | ---------------------- | -------- | ---------- |
| 15 dicembre 1996 | Val-d'Isère            | Francia  | DH         |
| 25 gennaio 1997  | Kitzbühel              | Austria  | DH         |
| 12 marzo 1997    | Vail                   | Canada   | DH         |
| 22 gennaio 2000  | Kitzbühel              | Austria  | DH         |
| 13 febbraio 2000 | Sankt Anton am Arlberg | Austria  | SG         |
| 27 gennaio 2001  | Garmisch-Partenkirchen | Germania | DH         |
| 29 dicembre 2001 | Bormio                 | Italia   | DH         |
| 26 gennaio 2002  | Garmisch-Partenkirchen | Germania | SG         |
| 26 novembre 2005 | Lake Louise            | Canada   | DH         |

Legenda:

DH = discesa libera

SG = supergigante

### Coppa Europa
- Miglior piazzamento in classifica generale: 5º nel 1996
- Vincitore della classifica di supergigante nel 1996
- 8 podi (dati parziali, dalla stagione 1994-1995):
  - 2 vittorie
  - 3 secondi posti
  - 3 terzi posti

#### Coppa Europa - vittorie
| Data             | Località             | Paese   | Specialità |
| ---------------- | -------------------- | ------- | ---------- |
| 16 gennaio 1996  | Les Orres            | Francia | DH         |
| 21 dicembre 2001 | Saalbach-Hinterglemm | Austria | SG         |

Legenda:

DH = discesa libera

SG = supergigante

### Campionati austriaci
- 9 medaglie[3]:
  - 2 ori (supergigante nel 1999; discesa libera nel 2001)
  - 3 argenti (supergigante nel 1991; supergigante nel 1994; supergigante nel 1997)
  - 4 bronzi (discesa libera nel 1992; discesa libera nel 1997; discesa libera nel 2000; supergigante nel 2005)